# Ham muốn tình dục

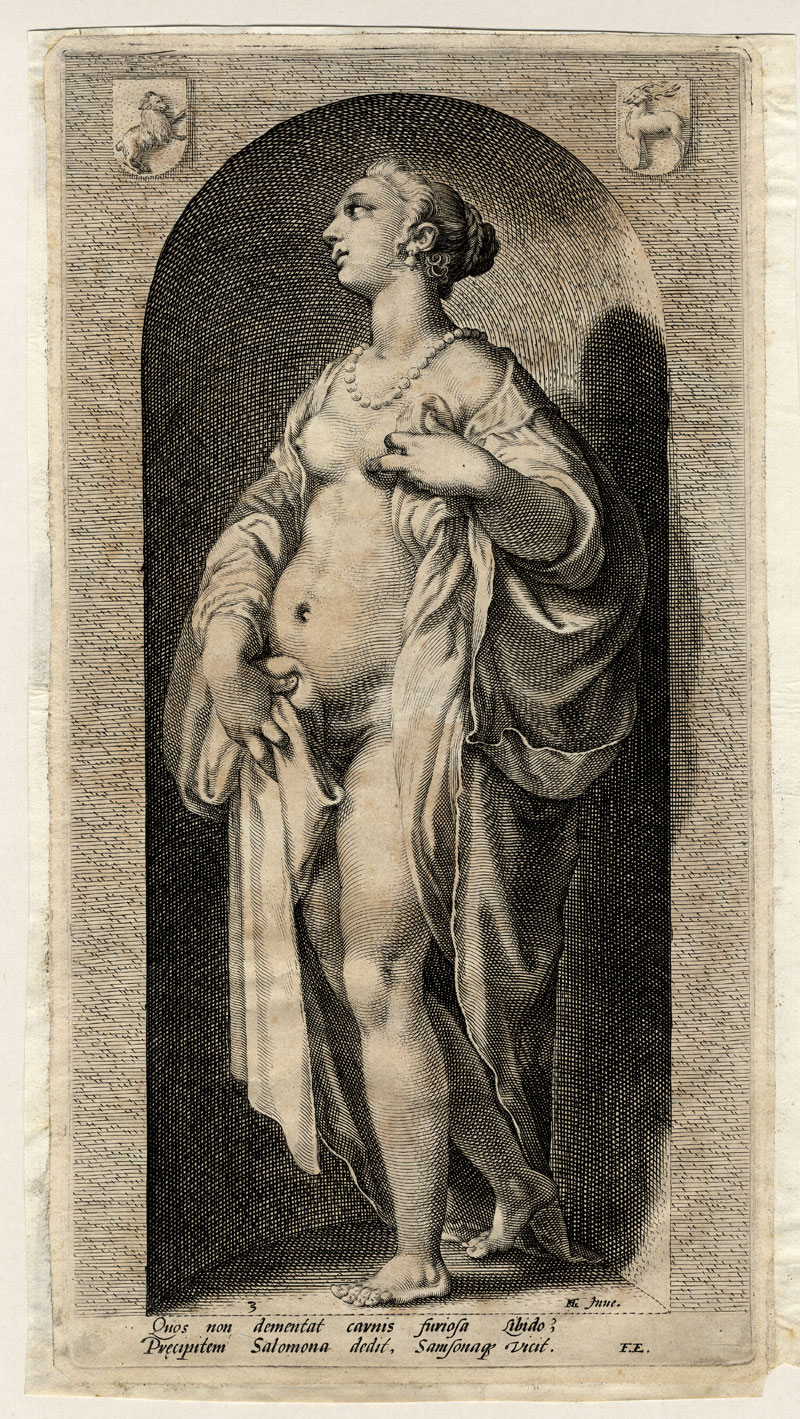
Ảnh Todsünden (Goltzius).

Ham muốn tình dục (tiếng Anh: libido) là nói về sự ham muốn hoặc thôi thúc tình dục của một người. Ham muốn tình dục chịu ảnh hưởng bởi các yếu tố về sinh lý, tâm lý và xã hội.
Về mặt sinh học, các nội tiết tố tình dục và các dẫn truyền thần kinh liên quan (chủ yếu là testosterone và dopamine) điều chỉnh ham muốn tình dục ở nam giới và phụ nữ. Các yếu tố xã hội, chẳng hạn như công việc và gia đình, và các yếu tố tâm lý bên trong như tính cách và stress, có thể ảnh hưởng đến ham muốn tình dục. Ham muốn tình dục cũng có thể bị ảnh hưởng bởi các điều kiện y tế, thuốc men, các vấn đề lối sống và mối quan hệ, và tuổi tác (ví dụ, tuổi dậy thì). Một người rất thường xuyên hay ham muốn tình dục tăng đột biến có thể gặp chứng cuồng dâm.
Một người có thể có ham muốn tình dục, nhưng không có cơ hội để hành động theo ước vọng đó, hoặc có thể vì lý do cá nhân, đạo đức hay tôn giáo hạn chế hoạt động. Mặt khác, một người có thể tham gia vào các hoạt động tình dục nhưng lại không có ham muốn tình dục. Nhiều yếu tố ảnh hưởng đến ham muốn tình dục của con người, bao gồm stress, bệnh tật, mang thai, và những người khác.
Ham muốn tình dục thường là một yếu tố quan trọng trong việc hình thành và duy trì các mối quan hệ thân mật ở cả nam giới và phụ nữ. Thiếu hoặc mất ham muốn tình dục có thể ảnh hưởng xấu đến các mối quan hệ. Những thay đổi trong ham muốn tình dục của một trong hai đối tác trong một mối quan hệ tình dục, nếu duy trì mà chưa được giải quyết, có thể gây ra vấn đề trong mối quan hệ. Sự không chung thủy của một đối tác có thể là một dấu hiệu cho thấy sự thay đổi ham muốn tình dục của một đối tác không còn có thể được thỏa mãn trong quan hệ hiện tại. Vấn đề có thể phát sinh từ sự chênh lệch của những ham muốn tình dục giữa các đối tác, hoặc giao tiếp kém giữa các đối tác về nhu cầu và sở thích tình dục.

## Các yếu tố ảnh hưởng

### Các hợp chất nội sinh
Hormone dẫn truyền thần kinh, thần kinh khác, và quan hệ tình dục khác có ảnh hưởng đến ham muốn tình dục bằng cách điều khiển hoạt động hoặc hành động theo con đường này bao gồm:
- Testosterone (tương quan trực tiếp) - và androgens khác[1]
- Estrogen (tương quan trực tiếp) - và các hóc môn sinh dục nữ liên quan.
- Progesterone Kích thích tình dục nữ trong giai đoạn chưa rụng trứng: hiện tượng điển hình (tương quan nghịch đảo)
- Oxytocin (tương quan trực tiếp)
- Serotonin (tương quan nghịch đảo)
- Norepinephrine
- Acetylcholine

Mong muốn quan hệ tình dục của phụ nữ có tương quan với chu kỳ kinh nguyệt, với nhiều phụ nữ có ham muốn tình dục tăng cao trong vài ngày ngay trước khi trứng rụng, đó là thời kỳ sinh sản cao điểm, thường xảy ra hai ngày trước khi cho đến hai ngày sau khi rụng trứng. Chu kỳ này kết hợp với những thay đổi trong mức độ testosterone của phụ nữ trong chu kỳ kinh nguyệt. Theo Gabrielle Lichterman, nồng độ testosterone có ảnh hưởng trực tiếp đến ham muốn của phụ nữ trong quan hệ tình dục. Theo cô, nồng độ testosterone tăng dần từ khoảng ngày thứ 24 của chu kỳ kinh nguyệt của người phụ nữ cho đến khi trứng rụng vào khoảng ngày thứ 14 của chu kỳ tiếp theo, và trong thời gian này với ham muốn của người phụ nữ quan hệ tình dục tăng một cách nhất quán. Ngày thứ 13 thường là ngày có mức testosterone cao nhất. Trong tuần sau rụng trứng, mức độ testosterone là thấp nhất và kết quả là phụ nữ sẽ ít quan tâm đến quan hệ tình dục.
Ngoài ra, trong tuần sau rụng trứng, mức độ progesterone tăng lên, kết quả là phụ nữ gặp khó khăn trong việc đạt được cực khoái. Mặc dù những ngày cuối cùng của chu kỳ kinh nguyệt được đánh dấu bởi một mức độ testosterone liên tục, ham muốn tình dục của phụ nữ có thể tăng do kết quả của sự dày lên của lớp niêm mạc tử cung kích thích dây thần kinh và làm cho phụ nữ càng ham muốn. Ngoài ra, trong những ngày này, mức độ estrogen cũng giảm, kết quả là giảm của dịch âm đạo bôi trơn tự nhiên.
Mặc dù một số chuyên gia không đồng ý với lý thuyết này, mãn kinh vẫn được coi là một yếu tố có thể gây giảm ham muốn tình dục ở phụ nữ. Các mức độ estrogen giảm ở thời kỳ mãn kinh và điều này thường gây ra giảm ham muốn quan hệ tình dục và khô âm đạo mà làm cho giao hợp đau. Tuy nhiên, mức độ testosterone có thể gia tăng ở thời kỳ mãn kinh và điều này có thể là lý do tại sao một số phụ nữ có thể trải nghiệm hiệu ứng ngược theo đó ham muốn tình dục tăng.

### Các yếu tố tâm lý và xã hội
Một số yếu tố tâm lý hoặc xã hội có thể làm giảm ham muốn tình dục. Những yếu tố này bao gồm thiếu riêng tư hay thiếu thân mật, căng thẳng hay mệt mỏi, mất tập trung hay trầm cảm. Môi trường căng thẳng, chẳng hạn như tiếp xúc kéo dài với ồn ào hay ánh sáng, cũng có thể ảnh hưởng đến ham muốn tình dục.
Các nguyên nhân khác bao gồm từng bị lạm dụng tình dục, hành hung, chấn thương, hoặc bỏ bê, vấn đề hình ảnh cơ thể và tâm lý căng thẳng khi làm tình.

### Các yếu tố thể chất
Yếu tố sức khỏe có thể ảnh hưởng ham muốn tình dục bao gồm các vấn đề nội tiết như suy tuyến giáp, tác dụng của thuốc theo toa nhất định (ví dụ flutamide), và sự hấp dẫn và cân đối cơ thể của đối tác, yếu tố lối sống khác.
Ở nam giới, tần suất xuất tinh ảnh hưởng đến nồng độ testosterone trong huyết thanh, một hormone thúc đẩy ham muốn tình dục. Một nghiên cứu 28 người nam tuổi từ 21-45 cho thấy hầu như tất cả họ đã có một cao điểm (145,7% trong khoảng cơ sở [117,8% -197,3%]) của testosterone trong huyết thanh vào ngày thứ 7 sau khi xuất tinh. [32]
Thiếu máu là một nguyên nhân của sự thiếu ham muốn tình dục ở phụ nữ do sự mất mát của sắt trong giai đoạn này. [33]
Hút thuốc lá, lạm dụng rượu, và sử dụng một số loại thuốc cũng có thể dẫn đến một ham muốn tình dục giảm. Hơn nữa, các chuyên gia cho rằng một số thay đổi lối sống như tập thể dục, bỏ thuốc lá, tiêu thụ thấp hơn của rượu hoặc sử dụng thuốc theo toa có thể giúp tăng ham muốn tình dục.

#### Thuốc
Thuốc kích thích, chẳng hạn như psychostimulants dopaminergic, là một loại thuốc có thể làm tăng ham muốn tình dục. Mặt khác, một ham muốn tình dục giảm cũng thường là do điều trị và có thể được gây ra bởi nhiều loại thuốc, chẳng hạn như ngừa thai nội tiết, thuốc chống trầm cảm SSRI và khác, thuốc chống loạn thần, thuốc phiện và thuốc chẹn beta.
Testosterone là một loại hormone kiểm soát ham muốn tình dục ở con người. Nghiên cứu cho thấy rằng phương pháp tránh thai nội tiết tố như thuốc tránh thai đường uống (mà dựa vào estrogen và progesterone) đang gây ra ham muốn tình dục thấp ở phụ nữ bằng cách nâng mức độ hoóc môn giới tính ràng buộc globulin (SHBG). SHBG liên kết với hormone giới tính, bao gồm testosterone, khiến chúng không có. Nghiên cứu cho thấy rằng ngay cả sau khi kết thúc một phương pháp tránh thai nội tiết tố, nồng độ SHBG vẫn cao và không có dữ liệu đáng tin cậy tồn tại để dự đoán khi nào hiện tượng này sẽ giảm bớt.

#### Ảnh hưởng của tuổi
Nam giới đạt đỉnh cao của sự ham muốn tình dục của họ ở tuổi thiếu niên, trong khi phụ nữ đạt được nó ở tuổi ba mươi. Sự gia tăng testosterone nam ở tuổi dậy thì kết quả là một ham muốn tình dục bất ngờ và cực đoan đạt đến đỉnh điểm ở tuổi 15 -16, sau đó giảm từ từ trong suốt cuộc đời của mình. Ngược lại, ham muốn tình dục của phụ nữ tăng từ từ trong thời thanh niên và đỉnh vào giữa độ tuổi ba mươi của mình. mức độ ảnh hưởng của testosterone và estrogen đến ham muốn tình dục cũng khác nhau tùy người.

## Rối loạn ham muốn tình dục
Ham muốn tình dục có thể bị rối loạn hoặc suy giảm. Một cá thể có thể có ham muốn tình dục yếu hoặc không có ham muốn tình dục ví dụ như vô tính. Yếu tố dẫn đến suy giảm ham muốn tình dục có thể là cả yếu tố tâm lý và sinh lý. Không có ham muốn tình dục có thể hoặc không tương quan với vô sinh hoặc bất lực.

## Các biểu hiện thông thường của ham muốn tình dục
- Thèm khát tình dục, thích gần gũi với người khác phái (sờ, nắn, ngửi, nhìn, va chạm...) dẫn đến hành vi tự thủ dâm ở cả nam và nữ, lúc thủ dâm thường tưởng tượng đến những hình ảnh, âm thanh… liên quan đến đối tượng yêu thích. Nếu thủ dâm điều độ thì không ảnh hưởng nhiều đến sức khỏe mà còn giúp tinh thần được thoải mái, giải tỏa được stress, giải tỏa được ham muốn tình dục, có thể giảm khả năng không kiềm chế được bản thân…
- Thích quan hệ tình dục với nhiều đối tượng khác (chủ yếu xảy ra ở phái nam, phái nữ chiếm tỷ lệ rất ít do đặc trưng di truyền của giống đực). Một trong những biểu hiện là trong lúc quan hệ tình dục với vợ hoặc bạn tình nhưng vẫn tưởng tượng đang quan hệ tình dục với người khác và giúp tăng thêm khoái cảm. Trường hợp này, nếu được vợ hoặc bạn tình hưởng ứng sẽ mang lại ham muốn tình dục cao độ cho cả hai phía. Có thể người vợ khi đóng vai là một đối tượng khác sẽ mang lại cảm giác mới cho cả hai vợ chồng và giúp giữ được hạnh phúc lâu dài trong đời sống tình dục vợ chồng.[cần dẫn nguồn] Đây cũng là nghệ thuật tạo khoái cảm cho tình dục thông thường giữa 2 người (vợ - chồng) và tránh được nhàm chán. Trong trường hợp nếu thực hiện hành vi quan hệ tình dục nhiều người cùng lúc (có từ 3 người trở lên cùng tham gia) thì được gọi là tình dục tập thể.